# アントニオ・ネグリ
アントニオ・“トーニ”・ネグリ（Antonio “Toni” Negri、1933年8月1日 - 2023年12月15日）は、イタリアの哲学者、政治活動家。パドヴァ大学、パリ第8大学などで教鞭を執っていた。

## 概要
主にスピノザやマルクスの研究で知られる。
マイケル・ハートとの共著『〈帝国〉』では、グローバリゼーションの進展に伴い出現しているこれまでとは異なる主権の形態を〈帝国〉と捉えた。〈帝国〉の特徴は、その脱中心性かつ脱領域性にあり、アメリカが現代世界で特権的地位を占めていることを認識しつつも、世界はアメリカによって支配されているといった「アメリカ帝国」論とは一線を画する理解を示している。

## 経歴
ヴェネト州パドヴァ生まれ。オートノミズムの指導者として知られていたが、1979年4月7日、赤い旅団によるアルド・モーロ元首相誘拐暗殺を含む多くのテロを主導した嫌疑で逮捕・起訴された。その後、事件への直接の関与や旅団との関係は無かったことが明らかになるも、1960年代から逮捕に至るまでの言論活動や過激な政治運動への影響力の責任を問われる形で有罪とされた。
裁判中の1983年、イタリア議会選挙に獄中立候補し当選。議員の不逮捕特権により釈放されるも数か月後に特権を剥奪され、直後にフランスに逃亡・亡命した。フランスで活発な研究・執筆活動を続けていたが、1997年7月1日、刑期を消化するために自主的に帰国し、収監された。その後、数年をかけて処遇が緩和され、6年後の2003年4月25日に釈放となった。
2023年12月15日の夜にパリで死去。90歳没。

### 2008年の訪日に際して
日本の財団法人国際文化会館の招きで2008年3月20日に来日し、2週間の滞在中に東大・京大・東京芸大の3大学で、グローバル化時代の労働問題などをテーマに講演する予定だった。しかし、3月17日、日本国外務省から7月の洞爺湖サミットを控えて入国管理が厳しくなっており、ビザを申請するよう説明を受けた。入管法では、国内外の法律に違反し1年以上の懲役や禁錮刑を受けた外国人の入国を禁じている。政治犯に関してはこの限りでないとしているほか、事情により法相の特別許可を受けることができる。しかしこの場合、現地の日本大使館にビザ申請し、過去の資料をもとに本人から話を聞くなどの審査を経る。数日間で出る可能性はきわめて低いため、今回の来日日程にあわせるのは難しくなり、断念せざるを得ない状況に追い込まれた。これに対し、3月24日ネグリの講演会でパネリストとして参加する予定だった東大の姜尚中教授や神戸大の市田良彦教授のほか、東京芸大、京大、阪大、お茶の水女子大など計8大学の研究者19人が「来日直前にビザ申請などを要求したのは事実上の入国拒否であり、思想・良心の自由の侵害だ」として抗議声明を出した。
その後、2013年4月に来日。5日、首相官邸前抗議行動の様子を見に訪れた。

## 著作（邦訳）

### 単著
- 『未来への帰還―ポスト資本主義への道』、インパクト出版会、1999年。
- 『構成的権力―近代のオルタナティブ』、松籟社、1999年。
- 『転覆の政治学―21世紀へ向けての宣言』、現代企画室、2000年。
- 『ネグリ生政治的自伝―帰還』、作品社、2003年。
- 『マルクスを超えるマルクス―『経済学批判要綱』研究』、作品社、2003年。
- 『〈帝国〉をめぐる5つの講義』、青土社、2004年。
- 『ヨブ―奴隷の力』、情況出版、2004年。
- 『芸術とマルチチュード』、月曜社、2007年。
- 『アントニオ・ネグリ講演集』上村忠男監訳、筑摩書房［ちくま学芸文庫］、2007年。
  - 上巻「〈帝国〉とその彼方」
  - 下巻「〈帝国〉的ポスト近代の政治哲学」
- 『さらば、"近代民主主義"―政治概念のポスト近代革命』、作品社、2007年。
- 『未来派左翼―グローバル民主主義の可能性をさぐる（上・下）』ラフ・バルボラ・シェルジ編、日本放送出版協会［NHKブックス］。2008年。
- 『野生のアノマリースピノザにおける力能と権力』杉村昌昭・信友建志訳、作品社、2008年。
- 『革命の秋―いまあるコミュニズム』長原豊・伊吹浩一・真田満訳、世界書院、2010年。
- 『スピノザとわたしたち』信友建志訳、水声社、2011年。
- 『デカルト・ポリティコ　政治的存在論について』中村勝己・津崎良典訳、青土社、2019年。

### 編著
- 『世界が日本のことを考えている3・11後の文明を問う　17賢人のメッセージ』共同通信社 2012年。
- 『現代思想　特集=ネグリ+ハート 帝国〉・マルチチュード・コモンウェルス』2013年7月号、青土社
- 『ネグリ、日本と向き合う』三浦信孝訳、NHK出版新書、2014年3月。来日時の討論

### 共著
- フェリックス・ガタリ『自由の新たな空間――闘争機械』 朝日出版社、1986年、世界書院、2007年。
- マイケル・ハート『〈帝国〉―グローバル化の世界秩序とマルチチュードの可能性』 以文社、2003年。
- 『非対称化する世界―『〈帝国〉』への射程』 以文社、2005年。

西谷修・酒井直樹・遠藤乾・市田良彦・酒井隆史・宇野邦一・尾崎一郎・マイケル・ハート
- マイケル・ハート『マルチチュード―〈帝国〉時代の戦争と民主主義（上・下）』 日本放送出版協会［NHKブックス］、2005年。
- マイケル・ハート『ディオニュソスの労働―国家形態批判』 人文書院、2008年。
- 白井聡、市田良彦『戦略の工場―レーニンを超えるレーニン』 作品社、2011年。
- マイケル・ハート『コモンウェルス―〈帝国〉を超える革命論（上・下）』、NHKブックス、2012年。
- マイケル・ハート『叛逆―マルチチュードの民主主義宣言』、水嶋一憲、清水知子訳、NHKブックス、2013年。
- マイケル・ハート『アセンブリ—新たな民主主義の編成』、水嶋一憲、佐藤嘉幸、箱田徹、飯村祥之訳、岩波書店、2022年。